# Jardin public de Jounieh
 (janvier 2022).
Le jardin public de Jounieh (ou Jounieh Public Garden en anglais) est un parc de plaisance situé au centre de Jounieh qui relie deux routes par une allée en gravier.
Ce jardin a été inauguré en juin 2014 et a été financé par la municipalité de Jounieh et achevé par Exotica. Le jardin comporte des espaces verts et des emplacements de détente. L'espace n'est réservé qu'aux piétons et les animaux de compagnie y sont interdits. Le parc est fermé le soir et ouvert pendant la journée tout au long de l'année.